# Summertown, Tennessee
Summertown är en ort i Lawrence County i delstaten Tennessee, USA.